# Happy Life
Happy Life bildades 1997 och är en svensk animationsstudio och filmbolag för tecknad film som ägs av Svensk Filmindustri. Inom bolaget verkade bland annat Magnus Carlsson och Anders Jacobsson och Sören Olsson.

## Produktion
- Creepschool
- Meg och Mog
- Twipsy
- Nasse
- Pettson och Findus
- Da Möb
- Sune och hans värld
- Hopla
- Elmo's World
- De tre vännerna och Jerry
- Lisa
- Robin
- Storasyster & Lillebror
- Lennart
- Loranga, Masarin och Dartanjang
- Mungzoo van die Belinda

### Fotnoter
1. ↑  ”Animerad rättstvist för glatta livet”. Realtid. 7 mars 2008. Arkiverad från originalet den 2 april 2015. https://web.archive.org/web/20150402141742/http://www.realtid.se/ArticlePages/200803/06/20080306113917_Realtid974/20080306113917_Realtid974.dbp.asp?Action=Print. Läst 20 mars 2015.